# اندیس آبلو
آبلو معدنی در نزدیکی روستای آبلو، شهرستان نکا استان مازندران است. از این معدن سنگ آهک استخراج می‌گردد.